# Адміністративний устрій Перевальського району
Адміністративний устрій Перевальського району — адміністративно-територіальний устрій Перевальського району Луганської області на 3 міські, 8 селищних і 4 сільські ради, які об'єднують 36 населених пунктів і підпорядковані Перевальській районній раді. Адміністративний центр — місто Перевальськ, яке є містом обласного значення та не входить до складу району.

## Список радПеревальського району
| №  | Назва                           | Центр                | Населені пункти                                                                                    | Площа км² | Місце за площею | Населення (2001), осіб. | Місце за населенням |
| -- | ------------------------------- | -------------------- | -------------------------------------------------------------------------------------------------- | --------- | --------------- | ----------------------- | ------------------- |
| 1  | Артемівська міська рада         | м. Артемівськ        | м. Артемівськ                                                                                      |           |                 |                         |                     |
| 2  | Зоринська міська рада           | м. Зоринськ          | м. Зоринськ смт Байрачки                                                                           |           |                 |                         |                     |
| 3  | Перевальська міська рада        | м. Перевальськ       | м. Перевальськ                                                                                     |           |                 |                         |                     |
| 4  | Бугаївська селищна рада         | смт Бугаївка         | смт Бугаївка с. Городнє с. Малокостянтинівка с. Троїцьке                                           |           |                 |                         |                     |
| 5  | Городищенська селищна рада      | смт Городище         | смт Городище                                                                                       |           |                 |                         |                     |
| 6  | Комісарівська селищна рада      | смт Комісарівка      | смт Комісарівка c-ще Боржиківка с. Вергулівка c-ще Депрерадівка                                    |           |                 |                         |                     |
| 7  | Михайлівська селищна рада       | смт Михайлівка       | смт Михайлівка c-ще Карпати                                                                        |           |                 |                         |                     |
| 8  | Селезнівська селищна рада       | смт Селезнівка       | смт Селезнівка c-ще Радгоспний с. Уткине                                                           |           |                 |                         |                     |
| 9  | Фащівська селищна рада          | смт Фащівка          | смт Фащівка                                                                                        |           |                 |                         |                     |
| 10 | Центральна селищна рада         | смт Центральний      | смт Центральний c-ще Софіївка                                                                      |           |                 |                         |                     |
| 11 | Ящиківська селищна рада         | смт Ящикове          | смт Ящикове                                                                                        |           |                 |                         |                     |
| 12 | Адріанопільська сільська рада   | с. Адріанопіль       | с. Адріанопіль с. Тімірязєве                                                                       |           |                 |                         |                     |
| 13 | Малоіванівська сільська рада    | с. Малоіванівка      | с. Малоіванівка с. Красна Зоря с. Новоселівка                                                      |           |                 |                         |                     |
| 14 | Петрівська сільська рада        | с. Петрівка          | с. Петрівка с. Кам'янка                                                                            |           |                 |                         |                     |
| 15 | Червонопрапорська сільська рада | с-ще Червоний Прапор | с-ще Червоний Прапор с. Веселогорівка с. Надарівка c-ще Новий с. Оленівка с. Польове с. Степанівка |           |                 |                         |                     |

* Примітки: м. — місто, смт — селище міського типу, с. — село, с-ще — селище